# 解放号事件
解放号事件（かいほうごうじけん）とは、北朝鮮（朝鮮民主主義人民共和国）によるスパイ事件。1962年（昭和37年）9月24日摘発（検挙）。前年に密入国していた北朝鮮工作員が、工作船「解放号」で密入国しようとしていた工作員2名と入れ替わりに密出国しようとして3名とも逮捕された事件。村上事件（むらかみじけん）ともいう。

## 概要
北朝鮮当局より工作員として召喚された金泰煥は、身分の偽変、工作員の獲得、日本の警察官に対する防衛点検、秘密缶による連絡の方法などについてスパイ訓練を受けたのち、1961年（昭和36年）9月24日、新潟県村上市岩ケ崎海岸より密入国し、東京都内を転々としてスパイ活動にたずさわった後、北朝鮮本国からの帰還命令を受け、新たに派遣される工作員と入れ替わりに密出国しようとしていた。
新たに派遣されたのは金鳳国および李承基の2人であった。金鳳国は、北朝鮮の貿易商社の副社長の地位にあったが、1962年（昭和37年）9月頃、北朝鮮工作員に採用され、スパイ訓練を受けたのち、
- 日本の経済情報の収集
- 北朝鮮貿易を希望する商社の実態調査
- 政財界実力者の北朝鮮貿易に対する姿勢や支配影響力にかかわる調査

等の任務に従事するため、1962年（昭和37年）9月23日、北朝鮮工作船「解放号」で新潟県村上市柏尾海岸から密入国した。李承基は「解放号」の船員で、金鳳国を伝馬船で密入国させた後、北朝鮮工作船との連絡がうまくいかず、そのまま密入国した。
新潟県警察は、翌日の9月24日、密入国を果たしたばかりの金鳳国（当時40歳）・李承基（当時31歳）の両名、および密出国に失敗した金泰煥（当時40歳）を逮捕した。現場付近からは金鳳国が北朝鮮から携行した無線機、乱数表、工作資金、伝馬船が見つかった。
1962年12月26日、新潟地方裁判所は李承基に出入国管理令、外国人登録法違反の罪で懲役8か月、執行猶予3年の判決を下した。また、1963年6月28日、東京高等裁判所は金泰煥に出入国管理令、外国人登録法違反で懲役1年、執行猶予3年、金鳳国に対しては出入国管理令、外国為替及び外国貿易法、関税法違反で懲役10か月、執行猶予3年の判決を下した。